# Robert de Vere, Duke of Ireland

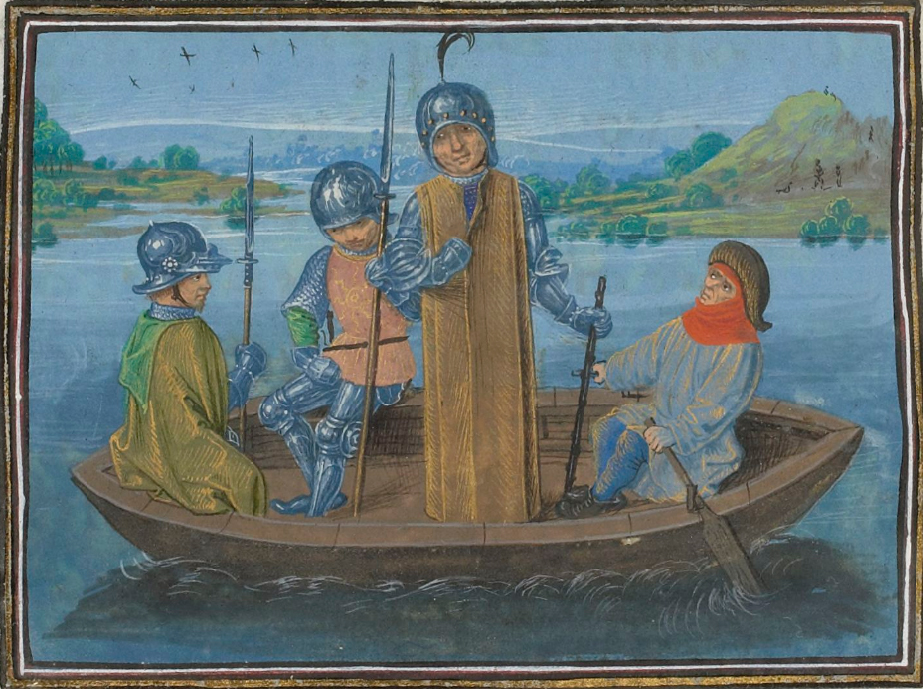
Robert de Vere nach der Schlacht von Radcot Bridge

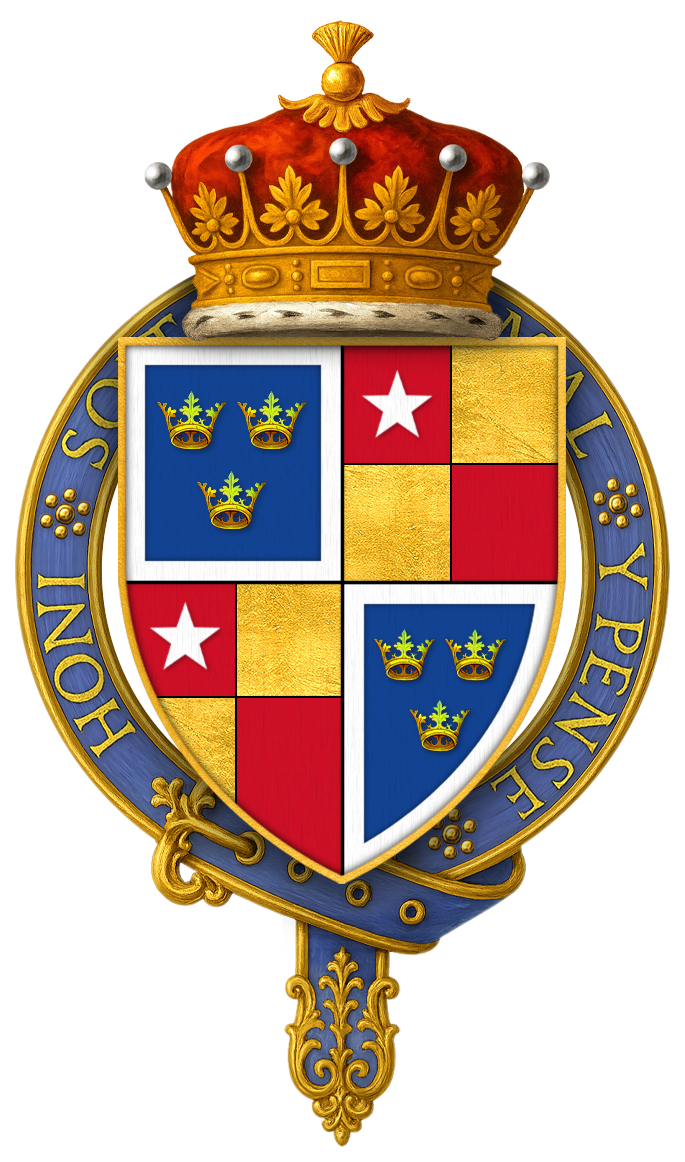
Wappen des Robert de Vere, ab 1386 ergänzt um die Felder mit je drei Kronen für die Lordschaft Irland

Robert de Vere, Duke of Ireland, Marquess of Dublin, 9. Earl of Oxford, KG (* 16. Januar 1362; † 1392) war ein englischer Adliger und Berater König Richards II.

## Leben
Robert de Vere folgte seinem Vater, Thomas de Vere, 8. Earl of Oxford, 1371 als 9. Earl of Oxford. Damit übernahm er von seinem Vater auch das Amt des Lord Great Chamberlain. Im April 1377 wurde er anlässlich der Investitur des Richard of Bordeaux als Prince of Wales zum Knight of the Bath geschlagen. Er wurde zum Günstling und Vertrauten des Prinzen, der im Juli desselben Jahres als Richard II. König von England wurde. 1384 nahm dieser ihn in den Hosenbandorden auf und erhob ihn am 1. Dezember 1385 auf Lebenszeit zum Marquess of Dublin. Am 13. Oktober 1386 legte er den Marquesstitel nieder und wurde stattdessen auf Lebenszeit zum Duke of Ireland. Seine Erhebung zum Marquess of Dublin war die erste Ernennung eines Marquess auf den Britischen Inseln. Der Titel eines Dukes war bis dahin nahen Verwandten des Königs vorbehalten.
Richard II. hatte persönliche Günstlinge, u. a. Robert de Vere, mit hohen Staatsämtern betraut und dem Hochadel gegenüber bevorzugt. Daraufhin und wegen der Misswirtschaft und Verschwendungssucht des Königs verschlechterte sich das Verhältnis zwischen Richard II. und den Lords 1387 schlagartig. Es entstanden die Lords Appellant, eine Gruppe von Lords, die zusammenstanden, um dem König seine politische Macht zu entreißen. 1387 führte De Vere eine Armee gegen die Appellanten. Er unterlag in der Schlacht von Radcot Bridge in der Nähe von Oxford. Nach dieser Schlacht wurde De Vere ins Exil nach Frankreich geschickt und seine Ländereien wurden beschlagnahmt. Sein Titel eines Duke of Ireland wurde 1388 eingezogen und nie wieder vergeben.
1392 starb De Vere durch einen Jagdunfall. 1395 brachte König Richard II. den balsamierten Leichnam De Veres zurück nach England und hat angeblich dort bei offenem Sargdeckel die Hand seines getreuen Gefolgsmanns geküsst.

## Trivia
Robert de Vere war mit Philippa de Coucy aus dem Haus Gent verheiratet, einer Cousine des Königs. Obwohl historisch schwer zu belegen, wird ihm sowohl eine Affäre mit Agnes de Launcekrona (einer tschechischen Gefolgsdame von Anne von Böhmen, der Gemahlin von Richard II. und damit der englischen Königin) als auch homosexuelle Beziehungen zu Richard II. selbst nachgesagt. Hier gilt zu beachten, dass die meisten Aufzeichnungen dieser Zeit von kirchlichen Vertretern stammen. Richard II. gehörte dem Haus Plantagenet an, das wiederum nicht unbedingt gut mit der Kirche stand. De Vere war seinerzeit anscheinend eher unbeliebt bei den anderen englischen Adligen, nicht zuletzt aufgrund der Günstlingswirtschaft von König Richard II.